# Reichsstatthalter
Reichsstatthalter betyder Rigets Statholder og er en titel, der blev brugt i Tyske Kejserrige og senere i Nazi-Tyskland.

## Nazi-Tyskland
Reichsstatthalter blev introduceret i Tyskland under det tredje rige kort efter den nationalsocialistiske magtovertagelse i januar 1933. Formålet var at få kontrol over staterne.
De statslige regeringer og parlamenter blev afskaffet og erstattet af NSDAP, der tog direkte kontrol over staten.
Anmodningen blev godkendt ved lov af 7. april 1933 under navnet "Anden lov om forening mellem staterne og kongeriget" (Zweites Gesetz zur Gleichschaltung der Länder mit dem Reich).